# Bazzano-Insel
Die Bazzano-Insel (französisch Île Bazzano) ist eine kleine Insel im Wilhelm-Archipel vor der Graham-Küste des Grahamlands im Norden der Antarktischen Halbinsel. Sie liegt zwischen der Lisboa-Insel und der Boudet-Insel vor dem südlichen Ende der Petermann-Insel.
Teilnehmer der Fünften Französischen Antarktisexpedition (1908–1910) kartierten sie. Expeditionsleiter Jean-Baptiste Charcot benannte sie nach Hamlet Bazzano (1876–1939), Direktor des nationalen Wetterbüros Uruguays, der die Forschungsreise unterstützt hatte.